# Тур де л'Од
Тур де л'Од (фр. Tour de l'Aude) — шоссейная многодневная велогонка, проходившая по территории Франции с 1957 по 1986 год.

## История
Гонка была создана в 1957 году и проводилась до 1962 года. В 1972 году была возобновлена Жаном Тома.
В 1986 году прошла прошла последний раз и с 1987 года объединилась с другой многодневкой Гран-при Миди Либре.
Маршрут гонки проходил в окрестностях города Каркасон в департаменте Од. Гонка проводилась в середине мая на протяжении 4-х дней. Дистанции могла включать пролог, а в течение одного из последующих дней могло проводиться два полуэтапа.
В 1985 году Жаном Тома была создана женская версия гонки.

## Призёры
| Год  | Победитель         | Второй               | Третий             |
| ---- | ------------------ | -------------------- | ------------------ |
| 1957 | Андре Дюпре        | Сиро Бьянки          | Альфред Тонелло    |
| 1958 | Эммануэль Бусто    | Арно Жер             | Сиро Бьянки        |
| 1959 | Жан Плауде         | Марсель Кехай        | Роже Наполитано    |
| 1960 | Жерар Тиелин       | Рене Абади           | Роже Валковяк      |
| 1961 | Симон Ле Борн      | Анри Англад          | Жозеф Каррара      |
| 1962 | Рольф Вольфсхол    | Аб Гельдерманс       | Алан Рамсботтом    |
| 1973 | Жан-Пьер Парто     | Клод Эгепарсес       | Бернар Тевене      |
| 1974 | Кес Баль           | Барри Хобэн          | Жан-Жак Фуссен     |
| 1975 | Люсьен Ван Импе    | Мишель Перен         | Жоаким Агостиньо   |
| 1976 | Бернар Ино         | Юбер Матис           | Патрик Беон        |
| 1977 | Жан-Пьер Дангийом  | Людо Петерс          | Рой Схёйтен        |
| 1978 | Франческо Мозер    | Рене Биттингер       | Эдди Шеперс        |
| 1979 | Франческо Мозер    | Пьер-Раймон Вильмьан | Мишель Лорен       |
| 1980 | Марсель Тинацци    | Патрик Перре         | Ферди Ван Ден Хаут |
| 1981 | Фил Андерсон       | Пальмиро Машарелли   | Бернар Бека        |
| 1982 | Бернар Вайе        | Патрик Бонне         | Бернар Ино         |
| 1983 | Фил Андерсон       | Ким Андерсен         | Доминик Гард       |
| 1984 | Пьер-Анри Ментеор  | Йоп Зутемелк         | Паскаль Пуассон    |
| 1985 | Сильвано Контини   | Иньяки Гастон        | Эдуардо Чосас      |
| 1986 | Жан-Люк Ванденбрук | Чеслав Ланг          | Тьерри Мари        |